# Denmark Ahoy
Denmark Ahoy er en dansk turistfilm fra 1981, der er instrueret af Carl Otto Petersen.

## Handling
Denne artikel mangler et handlingsreferat. Hjælp os med at skrive det.